# Marvin Omuvwie
Marvin Omonigho Omuvwie (* 11. Juli 1997 in Berlin) ist ein deutscher Basketballspieler, der seit 2022 bei Phoenix Hagen unter Vertrag steht. Omuvwie ist 1,95 Meter groß und läuft meist als Shooting Guard auf.

## Laufbahn
Omuvwie, der Sohn einer deutschen Mutter und eines nigerianischen Vaters, spielte im Jugendbereich für den Basketball Berlin Süd e.V. und anschließend für den TuS Lichterfelde, ehe er 2013 den Wechsel in die Nachwuchsabteilung des Bundesligisten Ratiopharm Ulm vollzog. Dort kam er zunächst in der Jugend, in der Talentfördermannschaft in der zweiten Regionalliga sowie bei den Weißenhorn Youngstars in der 2. Bundesliga ProB zum Einsatz. In Weißenhorn sammeln die Ulmer Nachwuchskräfte Erfahrung im Männerbasketball und sollen für den Sprung in die Erstligamannschaft vorbereitet werden. Im Dezember 2016 gab Omuvwie im Spiel gegen Würzburg sein Bundesliga-Debüt für die Ulmer. Mit Weißenhorn gewann er in der Saison 2016/17 den Meistertitel in der ProB. Er trug zu diesem Erfolg mit Mittelwerten von 7,7 Punkten sowie 3,5 Rebounds (in 31 Einsätzen) bei.
Im Juli 2017 wurde er vom Zweitligisten Nürnberg Falcons BC als Neuverpflichtung vermeldet. Im Spieljahr 2018/19 errang er mit den Franken die Vizemeisterschaft in der 2. Bundesliga ProA, was den Aufstieg in die Bundesliga bedeutete. Omuvwie erzielte in der Aufstiegssaison im Schnitt 2,6 Punkte pro Einsatz. Anfang Juli 2019 wurde er vom Bundesligisten BG Göttingen verpflichtet und wechselte 2021 innerhalb der Liga zu Brose Bamberg. In Bamberg stand er in 24 Bundesliga-Einsätzen im Mittel nur rund fünf Minuten auf dem Spielfeld und erzielte statistisch einen Punkte je Begegnung.
Im Sommer 2022 wurde er vom Zweitligisten Phoenix Hagen unter Vertrag genommen. Im Spieljahr 2022/23 setzte ihm erst ein Leistenbruch, dann eine Schambeinentzündung zu, weshalb der Hagener Verein Mitte Dezember 2023 einen Ausfall Omuvwies für unbestimmte Zeit vermeldete. Im März 2024 einigte man sich trotz der weiterhin bestehenden Verletzung auf eine Vertragsverlängerung für die Saison 2024/25.

### Nationalmannschaft
Im Sommer 2013 Omuvwie zählte zum Kader der deutschen U16-Nationalmannschaft für die EM in der Ukraine.